# Shimoga
Shimoga este un oraș în India.